# Lista dos maestros do Festival Eurovisão da Canção
O Festival Eurovisão da Canção é um evento anual organizado pela EBU, a União Europeia de Radiodifusão. Reúne membros da União no contexto de uma competição musical, transmitido ao vivo e simultaneamente por todos os países participantes.  
De 1956 a 1998, a partitura musical de cada canção era tocada ao vivo por uma orquestra presente no palco. 346 maestros dirigiram os músicos durante este período. Em 1999, a orquestra foi excluído permanentemente e o acompanhamento musical é agora tocado para todos por uma trilha sonora.

## História

### Música ao vivo (1956-1972)

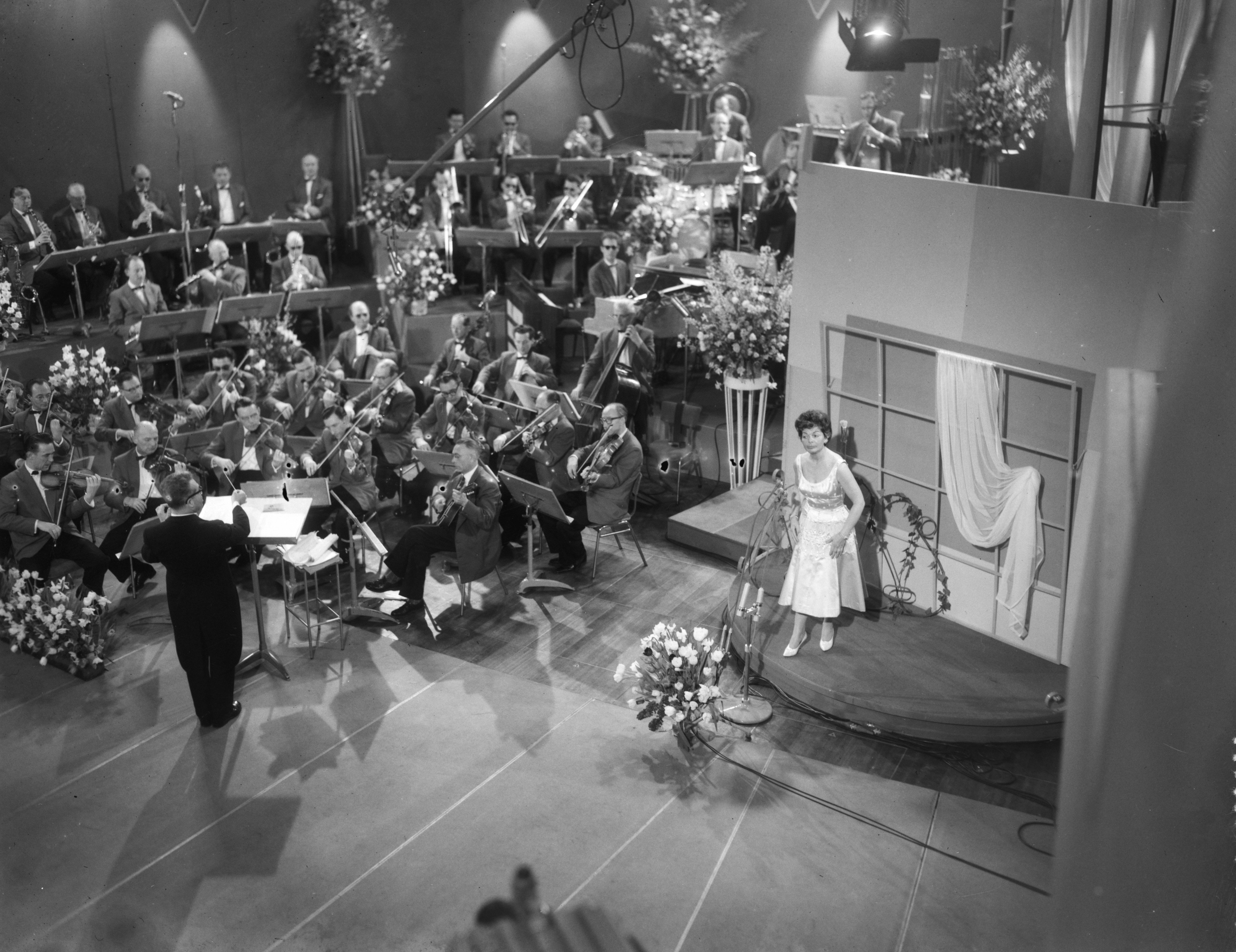
Orquestra do Festival Eurovisão da Canção 1958 dirigida por Paul Burkhard, durante a atuação de Lys Assia.

Desde a primeira edição do concurso, em 1956, uma orquestra esteve presente no palco, fornecida pela emissora anfitriã. Cada delegação vinha acompanhada de um maestro, caso contrário, a emissora anfitriã fornecia um, normalmente o maestro anfitrião. O suíço Fernando Paggi tornou-se assim o primeiro maestro da história da competição, o primeiro maestro a reger uma canção participante e o primeiro maestro a reger uma canção vencedora. A orquestra era então composta por 24 músicos distribuídos, segundo o regulamento da edição, por:
- 4 saxofones sopranos
- 3 trompetes
- 1 trombone
- 6 violinos
- 2 violas
- 2 violoncelos
- 1 contrabaixo
- 1 flauta
- 1 oboé
- 1 piano
- 1 guitarra
- 1 bateria

Em 1965, pela primeira vez na história do concurso, os ensaios foram interrompidos por um incidente ocorrido entre a orquestra e a delegação luxemburguesa. Os músicos mal apreciaram a atitude em relação a eles do compositor da canção luxemburguesa, Serge Gainsbourg. Alguns compararam sua pontuação ao som do galope de um cavalo e outros vaiaram. Gainsbourg, furioso, bateu a porta dos ensaios e ameaçou retirar sua música da competição. Um compromisso foi finalmente encontrado, mas persistiu uma certa tensão, que se refletiu na atitude e desempenho da France Gall, desestabilizada pelo incidente.
Em 1966, pelo segundo ano consecutivo, os ensaios foram interrompidos por um incidente, desta vez entre a orquestra e a delegação italiana. A canção italiana, "Dio, come ti amo", interpretada por Domenico Modugno, foi modificada desde a sua final nacional e quebrou oficialmente a regra da UER que afirmava que os arranjos deveriam estar finalizados com bastante antecedência. Durante o ensaio da tarde de sábado, Modugno realizou o novo arranjo com três de seus próprios músicos, em oposição à orquestra, que ultrapassou o limite de três minutos. Após seu ensaio, Modugno foi confrontado pelos produtores do programa sobre exceder o limite de tempo e foi solicitado a usar o arranjo original com a orquestra. Modugno estava tão insatisfeito com a orquestra, que ameaçou desistir do concurso. Tanto os produtores quanto o supervisor-executivo da UER, Clifford Brown, sentiram que o tempo era muito curto para pedir a Gigliola Cinquetti (intérprete original da canção) para se deslocar ao Luxemburgo para representar a Itália. Então, a UER cedeu e permitiu que Modugno usasse seu próprio conjunto em vez da orquestra. Apesar dos sites e do programa oficial listarem Angelo Giacomazzi como o maestro, Giacomazzi na verdade tocou o piano.
Neste período, os maestros mais conhecidos foram Dolf van der Linden (que dirigiu as músicas vencedoras em 1957, 1959 e 1970), Franck Pourcel (que dirigiu as músicas vencedoras em 1958, 1960, 1962 e 1969) e até o famoso maestro Robert Stolz (que dirigiu a música participantes da Áustria em 1960).
Em paralelo, no decorrer da década de 1960, a orquestra foi ampliada, integrando mais instrumentos de sopro e de secção rítmica porque maiores seções de metais e ritmos eram para se adequar aos arranjos modernos e grandiosos que estavam em voga naquela época.
Em 1972, os representantes do Reino Unido foram os The New Seekers, um dos primeiros grupos pop no verdadeiro sentido da palavra a entrar no concurso, com a música "Beg, steal, or borrow". Os integrantes pediram à organização que, para se focar na atuação e evitar dificuldades técnicas, questionaram se haveria a possibilidade de usar uma música pré-gravada com os sons de guitarra, ao invés de ter que tocar seus instrumentos ao vivo, junto com a orquestra. Eles não receberam permissão para fazê-lo, porque foi considerado injusto para com os candidatos de outros países. Assim, os guitarristas tiveram que coordenar o início e o final da música cuidadosamente com seu maestro, David Mackay.

### Introdução de elementos pré-gravados (1973-1996)

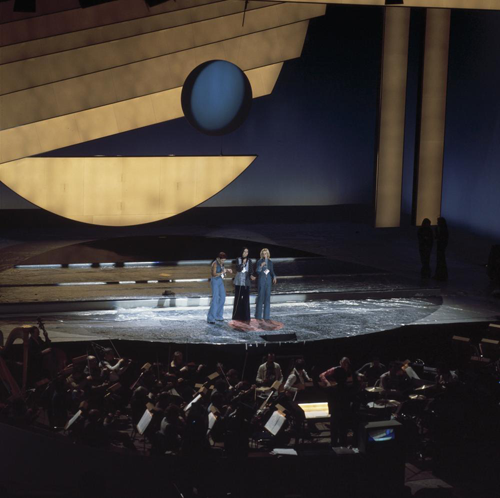
Orquestra do Festival Eurovisão da Canção 1976 dirigida durante a atuação de Chocolate, Menta, Mastik.

Em 1973, uma importante regra da competição foi mudada: pela primeira vez, a música pré-gravada foi permitida, mas com a condição de que certas passagens da composição não possam ser reproduzidas pela orquestra. O representante britânico, Cliff Richard, tornou-se assim o primeiro intérprete a ser acompanhado por música pré-gravada. Monique Dominique tornou-se a primeira mulher a dirigir a orquestra, pela Suécia. Nurit Hirsch, de Israel, tornar-se-ia alguns minutos depois a segunda mulher a dirigir a orquestra.
Em 1974, o maestro sueco Sven-Olof Walldoff destacou-se em particular por ter dirigido a orquestra disfarçado de Napoleão, para ilustrar o tema da música "Waterloo", tornando-se o primeiro regente a usar um disfarce. "Waterloo" tornou-se a primeira música vencedora da competição a fazer uso de uma música pré-gravada.
Em 1978, a orquestra estava localizada na parte de trás do palco, numa estrutura móvel de branco, em forma de barco, simbolizando o brasão de armas de Paris. Esta foi a única vez na história da competição em que a orquestra se movimentou durante a transmissão, a estrutura girando sobre si mesma no início de cada apresentação. A israelita Nurit Hirsh tornou-se a primeira mulher a dirigir a orquestra de uma música vencedora.
Em 1979, pela primeira vez, um país participante, a Itália, não utilizou a orquestra. Em 1986, o finlandês Ossi Runne, maestro finlandês, tornou-se o primeiro maestro a receber uma ovação especial porque estava a comemorar a sua vigésima participação no concurso.
Em 1989, primeira vez, um país, a Dinamarca, usou dois maestros para conduzirem a orquestra durante a sua atuação, pois Henrik Krogsgård dirigiu a orquestra apenas metade da música, antes de se juntar a Birthe Kjær no palco e Benoît Kaufman, que era o maestro do país anfitrião, substitui Krogsgård e dirigiu a orquestra até ao final da música Foi a única vez na história em que uma canção teve dois maestros. 
Em 1990, a apresentação do grupo espanhol Azúcar Moreno, foi marcada por uma enorme falha no playback instrumental que acidentalmente arrancou com alguns segundos de avanço, causando alguma perplexidade nas intérpretes, que por ordem da sua delegação, abandonaram o palco. Alguns segundos depois e após uma salva de palmas, o playback instrumental recomeçou, desta vez, de início e toda a actuação decorreu sem mais incidentes.
Em 1991, a orquestra atraiu críticas de delegações estrangeiras. Primeiro, durante os ensaios, pois os músicos chegavam muito tarde, alegando uma interrupção do transporte público, causada pelas chuvas torrenciais que caíam sobre Roma. Então, durante a transmissão, os músicos executaram muitas notas falsas. O exemplo mais notável foi o solo perdido de um dos saxofonistas, durante a canção grega.
Em 1993, a estreia da Bósnia e Herzegovina despertou o interesse dos media, bem como uma forte corrente de simpatia pela delegação, pois o país estava no meio de uma guerra civil. Na altura da competição, a maior parte do território da Bósnia e Herzegovina estava ocupada e a sua capital, Sarajevo, cercada pelo exército sérvio. A delegação da Bósnia e Herzegovina teve a maior dificuldade em deixar o país, tendo que correr na pista do aeroporto de Sarajevo para escapar das balas dos atiradores, com o maestro a ficar retido. Noel Kelehan, maestro anfitrião, dirigiu a orquestra da música bósnia.
Em 1994, a canção irlandesa tornou-se a primeira canção participante e a primeira canção vencedora da história da competição a não utilizar orquestra ou música pré-gravada. A partitura foi interpretada integralmente pelos dois representantes, ao piano e violão. 
Em 1996, o irlandês Noel Kelehan tornou-se o primeiro maestro a dirigir cinco músicas vencedoras, havendo regido a canção vencedora antes, em 1980, 1987, 1992 e 1993. Naquele ano, para economizar dinheiro, a televisão pública norueguesa ponderou não mostrar os maestros durante a edição. Eles ameaçaram fazer greve e ganharam o caso.

### Orquestra opcional (1997-1998)
Na década de 1990, o chefe da delegação alemã, Jürgen Meier-Beer, acreditava que o concurso precisava de se modernizar para apelar a um público mais jovem, propondo, entre outros, a abolição da orquestra.
Em 1997 e 1998, gradualmente, os júris foram substituídos pelo televoto. Além disso, em 1997, foi concedida permissão para usar uma música pré-gravada com todas as músicas de uma canção; na prática, isso levou vários países a não usarem a orquestra.
Em 1998, esta foi a última vez na história da competição que uma orquestra se apresentou ao vivo durante uma transmissão. O macedónio Alexandar Džambazov tornou-se o último maestro a reger uma canção participante. O inglês Martin Koch tornou-se o último diretor musical da competição e a última pessoa a reger a orquestra,no intervalo da final, a última vez que a música foi tocada ao vivo na competição. Foi também a primeira vez que uma música venceu sendo tocada inteiramente com instrumental pré-gravado.

### Era pós-orquestra e tentativas de regresso (1999-presente)
Em 1999, a música ao vivo tornou-se opcional, pela primeira vez na história da competição. A IBA (estação arfintriã) aproveitou-se disso e decidiu abandonar a orquestra da Eurovisão, como forma de economizar dinheiro para o espetáculo. Isso significava que, pela primeira vez, todas as canções a concurso tiveram o uso de uma faixa de apoio durante suas atuações. Isso causou controvérsia para os tradicionalistas da Eurovisão, como o vencedor Johnny Logan criticando o movimento, que descreve agora o evento como um "karaoke".
Em 2001, Dick Bakker, da Metropole Orkest e Willem van Beusekom, comentador da Eurovisão para os Países Baixos, entraram em negociações com as delegações nacionais com o objetivo de ceder a Metropole Orchestra todos os anos às emissoras nacionais, sem custos adicionais. Porém, a proposta foi rejeitada.
Em 2010, um grande número de fãs começou uma campanha no site social Facebook, para o retorno da orquestra ao Festival Eurovisão da Canção em Oslo, pela primeira vez, desde o Festival Eurovisão da Canção 1998, com perto de quatro mil assinaturas já conseguidas. A orquestra utilizada desde o primeiro concurso em 1956, deixou de estar presente na Eurovisão, depois do concurso de 1998 (42 anos depois), devido aos rápidos avanços tecnológicos na área da música, o que tornou muito mais útil o uso do "playback". O debate sobre a possibilidade de um regresso da orquestra ao concurso tem sido altamente discutido entre os fãs, uma vez que, se a EBU apoiar a ideia, será "renascida" a famosa orquestra Eurovisiva, que durante 42 anos marcou presença no concurso. Jan Fredrik Heyerdahl, da Norwegian Radio Orchestra, constatou que eles estariam interessados em participar no festival do próximo ano, perante um acordo entre a EBU e a NRK. No entanto, o principal desafio apresentado à orquestra, é o número de países/entradas por concurso. A última vez que uma orquestra marcou presença no concurso, concorreram apenas vinte e cinco países, em apenas um evento televisivo, no entanto, o número de participantes aumentou de vinte e cinco para cerca de quarenta, desde esse ano, existindo também agora três eventos televisivos, o que implica a disponibilidade da orquestra por mais de um mês, inteiramente exclusivo à Eurovisão (fora os ensaios que a orquestra teria que organizar entre si).

### Atualmente
A orquestra fez um pequeno regresso na final do Festival Eurovisão da Canção 2015, que foi aberta pela Orquestra Sinfónica da Rádio de Viena sob a direção de Peter Pejtsik, acompanhando Conchita Wurst, o Coral dos Meninos de Viena, a multinacional Coro Infantil Suparar, o rapper Left Boy e as apresentadoras do concurso, que executaram em conjunto o hino oficial da edição de 2015, "Building Bridges".
Na edição cancelada de 2020, estava prevista uma performance conjunta de uma orquestra sinfônica composta por jovens músicos com o DJ Peter Gabriel na abertura da final.
Apesar de instrumentais pré-gravado serem utilizados de forma generalizada nas finais nacionais, o Festival de Sanremo (final italiana) e o Festivali i Këngës (final albanesa) continuam a utilizar orquestra. Semelhantemente, o Melodi Grand Prix de 2015 (final norueguesa) utilizou orquestra para comemorar os 60 anos do certame, assim como o Dansk Melodi Grand Prix (final dinamarquesa) desde 2020. O Festival RTP da Canção 2015 (final portuguesa) utilizou uma banda ao vivo.
No entanto, apesar da ausência da orquestra, cada vez mais concorrentes têm feito versões orquestrais ou corais das suas canções, como Nemo ("The Code") e Silvester Belt ("Luktelk"), em 2024, e Melody ("Esa Diva"), Kyle Alessandro ("Lighter"), e Katarsis ("Tavo akys"), em 2025.

## Maestros anfitriões
De 1956 a 1998, cada edição da competição tinha um maestro anfitrião. Era o responsável por liderar a orquestra durante a abertura, os interlúdio, o intervalo e a conclusão da transmissão. Também chefiava a orquestra para as delegações sem diretor de orquestra. 31 pessoas conseguiram esta posição.
| Ano  | País          | Emissora | Maestros            |
| ---- | ------------- | -------- | ------------------- |
| 1956 | Suíça         | SRG SSR  | Fernando Paggi      |
| 1957 | Alemanha      | HR       | Willy Berking       |
| 1958 | Países Baixos | NTS      | Dolf van der Linden |
| 1959 | França        | RTF      | Franck Pourcel      |
| 1960 | Reino Unido   | BBC      | Eric Robinson       |
| 1961 | França        | RTF      | Franck Pourcel      |
| 1962 | Luxemburgo    | CLT      | Jean Roderès        |
| 1963 | Reino Unido   | BBC      | Eric Robinson       |
| 1964 | Dinamarca     | DR       | Kai Mortensen       |
| 1965 | Itália        | RAI      | Gianni Ferrio       |
| 1966 | Luxemburgo    | CLT      | Jean Roderès        |
| 1967 | Áustria       | ORF      | Johannes Fehring    |
| 1968 | Reino Unido   | BBC      | Norrie Paramor      |
| 1969 | Espanha       | TVE      | Augusto Algueró     |
| 1970 | Países Baixos | NOS      | Dolf van der Linden |
| 1971 | Irlanda       | RTÉ      | Colman Pearce       |
| 1972 | Reino Unido   | BBC      | Malcolm Lockyer     |
| 1973 | Luxemburgo    | CLT      | Pierre Cao          |
| 1974 | Reino Unido   | BBC      | Ronnie Hazlehurst   |
| 1975 | Suécia        | SR       | Mats Olsson         |
| 1976 | Países Baixos | NOS      | Jan Steulen         |
| 1977 | Reino Unido   | BBC      | Ronnie Hazlehurst   |
| 1978 | França        | TF1      | François Rauber     |
| 1979 | Israel        | IBA      | Izhak Graziani      |
| 1980 | Países Baixos | NOS      | Rogier van Otterloo |
| 1981 | Irlanda       | RTÉ      | Noel Kelehan        |
| 1982 | Reino Unido   | BBC      | Ronnie Hazlehurst   |
| 1983 | Alemanha      | ARD      | Dieter Reith        |
| 1984 | Luxemburgo    | RTL      | Pierre Cao          |
| 1985 | Suécia        | SVT      | Curt-Eric Holmquist |
| 1986 | Noruega       | NRK      | Egil Monn-Iversen   |
| 1987 | Bélgica       | RTBF     | Jo Carlier          |
| 1988 | Irlanda       | RTÉ      | Noel Kelehan        |
| 1989 | Suíça         | SRG SSR  | Benoit Kaufman      |
| 1990 | Iugoslávia    | JRT      | Igor Kuljerić       |
| 1991 | Itália        | RAI      | Bruno Canfora       |
| 1992 | Suécia        | SVT      | Anders Berglund     |
| 1993 | Irlanda       | RTÉ      | Noel Kelehan        |
| 1994 | Irlanda       | RTÉ      | Noel Kelehan        |
| 1995 | Irlanda       | RTÉ      | Noel Kelehan        |
| 1996 | Noruega       | NRK      | Frode Thingnæs      |
| 1997 | Irlanda       | RTÉ      | Frank McNamara      |
| 1998 | Reino Unido   | BBC      | Martin Koch         |

## Maestros vencedores
De 1956 a 1997, 35 maestros dirigiram uma canção vencedora.
| Ano  | País          | Maestros            | Canção vencedora                | Tradução                              | Vencedor(es)                |
| ---- | ------------- | ------------------- | ------------------------------- | ------------------------------------- | --------------------------- |
| 1956 | Suíça         | Fernando Paggi      | "Refrain"                       | Refrão                                | Lys Assia                   |
| 1957 | Países Baixos | Dolf van der Linden | "Net als toen"                  | Tudo como antes                       | Corry Brokken               |
| 1958 | França        | Franck Pourcel      | "Dors, mon amour"               | Dorme, Meu Amor                       | André Claveau               |
| 1959 | Países Baixos | Dolf van der Linden | "Een beetje"                    | Um pouco                              | Teddy Scholten              |
| 1960 | França        | Franck Pourcel      | "Tom Pillibi"                   | Tom Pillibi                           | Jacqueline Boyer            |
| 1961 | Luxemburgo    | Léo Chauliac        | "Nous les amoureux"             | Nós os amorosos                       | Jean-Claude Pascal          |
| 1962 | França        | Franck Pourcel      | "Un premier amour"              | Um primeiro Amor                      | Isabelle Aubret             |
| 1963 | Dinamarca     | Kai Mortensen       | "Dansevise"                     | Balada para dança                     | Grethe & Jørgen Ingmann     |
| 1964 | Itália        | Gianfranco Monaldi  | "Non ho l'età"                  | Eu não tenho idade                    | Gigliola Cinquetti          |
| 1965 | Luxemburgo    | Alain Goraguer      | "Poupée de cire, poupée de son" | Boneca de cera, boneca de pano        | France Gall                 |
| 1966 | Áustria       | Hans Hammerschmid   | "Merci, Chérie"                 | Obrigado, querida                     | Udo Jürgens                 |
| 1967 | Reino Unido   | Kenny Woodman       | "Puppet on a String"            | Marioneta                             | Sandie Shaw                 |
| 1968 | Espanha       | Rafaele Ibarbia     | "La, la, la"                    | La, la, la                            | Massiel                     |
| 1969 | Espanha       | Augusto Algueró     | "Vivo cantando"                 | Vivo a cantar                         | Salomé                      |
| 1969 | Reino Unido   | Johnny Harris       | "Boom Bang-a-Bang"              | Boom Bang-a-Bang                      | Lulu                        |
| 1969 | Países Baixos | Frans de Kock       | "De troubadour"                 | O trovador                            | Lenny Kuhr                  |
| 1969 | França        | Franck Pourcel      | "Un jour, un enfant"            | Um dia, uma criança                   | Frida Boccara               |
| 1970 | Irlanda       | Dolf van der Linden | "All Kinds of Everything"       | Todas as espécies de coisas           | Dana                        |
| 1971 | Mónaco        | Jean-Clnode Petit   | "Un banc, un arbre, une rue"    | Um banco, uma árvore, uma rua         | Séverine                    |
| 1972 | Luxemburgo    | Klaus Munro         | "Après toi"                     | Depois de Ti                          | Vicky Leandros              |
| 1973 | Luxemburgo    | Pierre Cao          | "Tu te reconnaîtras"            | Tu te reconhecerás                    | Anne-Marie David            |
| 1974 | Suécia        | Sven-Olof Walldoff  | "Waterloo"                      | Waterloo                              | ABBA                        |
| 1975 | Países Baixos | Harry van Hoof      | "Ding-a-dong"                   | Ding-a-dong                           | Teach-In                    |
| 1976 | Reino Unido   | Alyn Ainsworth      | "Save Your Kisses for Me"       | Guarda os teus beijos para mim        | Brotherhood of Man          |
| 1977 | França        | Raymond Donnez      | "L'oiseau et l'enfant"          | O pássaro e a criança                 | Marie Myriam                |
| 1978 | Israel        | Nurit Hirsh         | "A-Ba-Ni-Bi" (א-ב-ני-בי)        | Eu amo-te                             | Izhar Cohen & The Alphabeta |
| 1979 | Israel        | Kobi Oshrat         | "Hallelujah" (הללויה)           | Aleluia                               | Gali Atari & Milk & Honey   |
| 1980 | Irlanda       | Noel Kelehan        | "What's Another Year"           | O que é mais um ano                   | Johnny Logan                |
| 1981 | Reino Unido   | John Coleman        | "Making Your Mind Up"           | Decide-te                             | Bucks Fizz                  |
| 1982 | Alemanha      | Norbert Dnom        | "Ein bißchen Frieden"           | Um pouco de Paz                       | Nicole                      |
| 1983 | Luxemburgo    | Michel Bernholc     | "Si la vie est cadeau"          | Se a vida é um presente               | Corinne Hermès              |
| 1984 | Suécia        | Curt-Eric Holmquist | "Diggi-Loo Diggi-Ley"           | Diggi-Loo Diggi-Ley                   | Herreys                     |
| 1985 | Noruega       | Terje Fjærn         | "La det swinge"                 | Deixa dançar swing                    | Bobbysocks                  |
| 1986 | Bélgica       | Jo Carlier          | "J'aime la vie"                 | Amo a vida                            | Sandra Kim                  |
| 1987 | Irlanda       | Noel Kelehan        | "Hold Me Now"                   | Abraça-me agora                       | Johnny Logan                |
| 1988 | Suíça         | Atilla Şereftuğ     | "Ne partez pas sans moi"        | Não partam sem mim                    | Céline Dion                 |
| 1989 | Iugoslávia    | Nikica Kalogjera    | "Rock Me"                       | Dá-me rock                            | Riva                        |
| 1990 | Itália        | Gianni Madonini     | "Insieme: 1992"                 | Juntos 1992                           | Toto Cutugno                |
| 1991 | Suécia        | Anders Berglund     | "Fångad av en stormvind"        | Capturada por uma tempestade de vento | Carola                      |
| 1992 | Irlanda       | Noel Kelehan        | "Why Me?"                       | Porquê Eu?                            | Linda Martin                |
| 1993 | Irlanda       | Noel Kelehan        | "In Your Eyes"                  | Nos teus olhos                        | Niamh Kavanagh              |
| 1995 | Noruega       | Geir Langslet       | "Nocturne"                      | Noturno                               | Secret Garden               |
| 1996 | Irlanda       | Noel Kelehan        | "The Voice"                     | A voz                                 | Eimear Quinn                |
| 1997 | Reino Unido   | Don Airey           | "Love Shine a Light"            | O amor acende uma luz                 | Katrina and the Waves       |

### Por número de vitórias

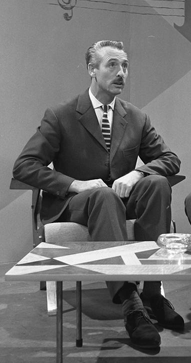
Dolf van der Linden, o primeiro maestro a dirigir duas músicas vencedoras.

| Vitórias | País                | Anos                         |
| -------- | ------------------- | ---------------------------- |
| 5        | Noel Kelehan        | 1980, 1987, 1992, 1993, 1996 |
| 4        | Franck Pourcel      | 1958, 1960, 1962, 1969       |
| 3        | Dolf van der Linden | 1957, 1959, 1970             |
| 1        | Fernando Paggi      | 1956                         |
| 1        | Léo Chauliac        | 1961                         |
| 1        | Kai Mortensen       | 1963                         |
| 1        | Gianfranco Monaldi  | 1964                         |
| 1        | Alain Goraguer      | 1965                         |
| 1        | Hans Hammerschmid   | 1966                         |
| 1        | Kenny Woodman       | 1967                         |
| 1        | Rafaele Ibarbia     | 1968                         |
| 1        | Augusto Algueró     | 1969                         |
| 1        | Johnny Harris       | 1969                         |
| 1        | Frans de Kock       | 1969                         |
| 1        | Jean-Clnode Petit   | 1971                         |
| 1        | Klaus Munro         | 1972                         |
| 1        | Pierre Cao          | 1973                         |
| 1        | Sven-Olof Walldoff  | 1974                         |
| 1        | Harry van Hoof      | 1975                         |
| 1        | Alyn Ainsworth      | 1976                         |
| 1        | Raymond Donnez      | 1977                         |
| 1        | Nurit Hirsh         | 1978                         |
| 1        | Kobi Oshrat         | 1979                         |
| 1        | John Coleman        | 1981                         |
| 1        | Norbert Dnom        | 1982                         |
| 1        | Michel Bernholc     | 1983                         |
| 1        | Curt-Eric Holmquist | 1984                         |
| 1        | Terje Fjærn         | 1985                         |
| 1        | Jo Carlier          | 1986                         |
| 1        | Atilla Şereftuğ     | 1988                         |
| 1        | Nikica Kalogjera    | 1989                         |
| 1        | Gianni Madonini     | 1990                         |
| 1        | Anders Berglund     | 1991                         |
| 1        | Geir Langslet       | 1995                         |
| 1        | Don Airey           | 1997                         |

## Por número de participações
| Vitórias | País                  | Anos |
| -------- | --------------------- | --- |
| 29       | Noel Kelehan          | 1966, 1967, 1968, 1969, 1971, 1976, 1977, 1978, 1980, 1981, 1982, 1984, 1985, 1986, 1987, 1988, 1989, 1990, 1991, 1992, 1993, 1994, 1995, 1996, 1998 |
| 23       | Franck Pourcel        | 1956, 1958, 1959, 1960, 1961, 1962, 1963, 1964, 1965, 1966, 1967, 1969, 1970, 1971, 1972                                                             |
| 22       | Ossi Runne            | 1966, 1967, 1968, 1969, 1971, 1972, 1973, 1974, 1975, 1976, 1977, 1978, 1979, 1980, 1982, 1983, 1984, 1985, 1986, 1987, 1988, 1989                   |
| 18       | Dolf van der Linden   | 1957, 1958, 1959, 1960, 1961, 1962, 1964, 1965, 1966, 1967, 1968, 1970, 1971                                                                         |
| 15       | Harry van Hoof        | 1972, 1973, 1974, 1976, 1977, 1978, 1979, 1986, 1988, 1989, 1990, 1992, 1993, 1994                                                                   |
| 14       | Anders Berglund       | 1977, 1980, 1981, 1982, 1986, 1988, 1989, 1991, 1992, 1994, 1995, 1996, 1998                                                                         |
| 12       | Richard Oesterreicher | 1978, 1979, 1980, 1981, 1982, 1983, 1984, 1985, 1986, 1987, 1990, 1991                                                                               |

## Mulheres maestrinas

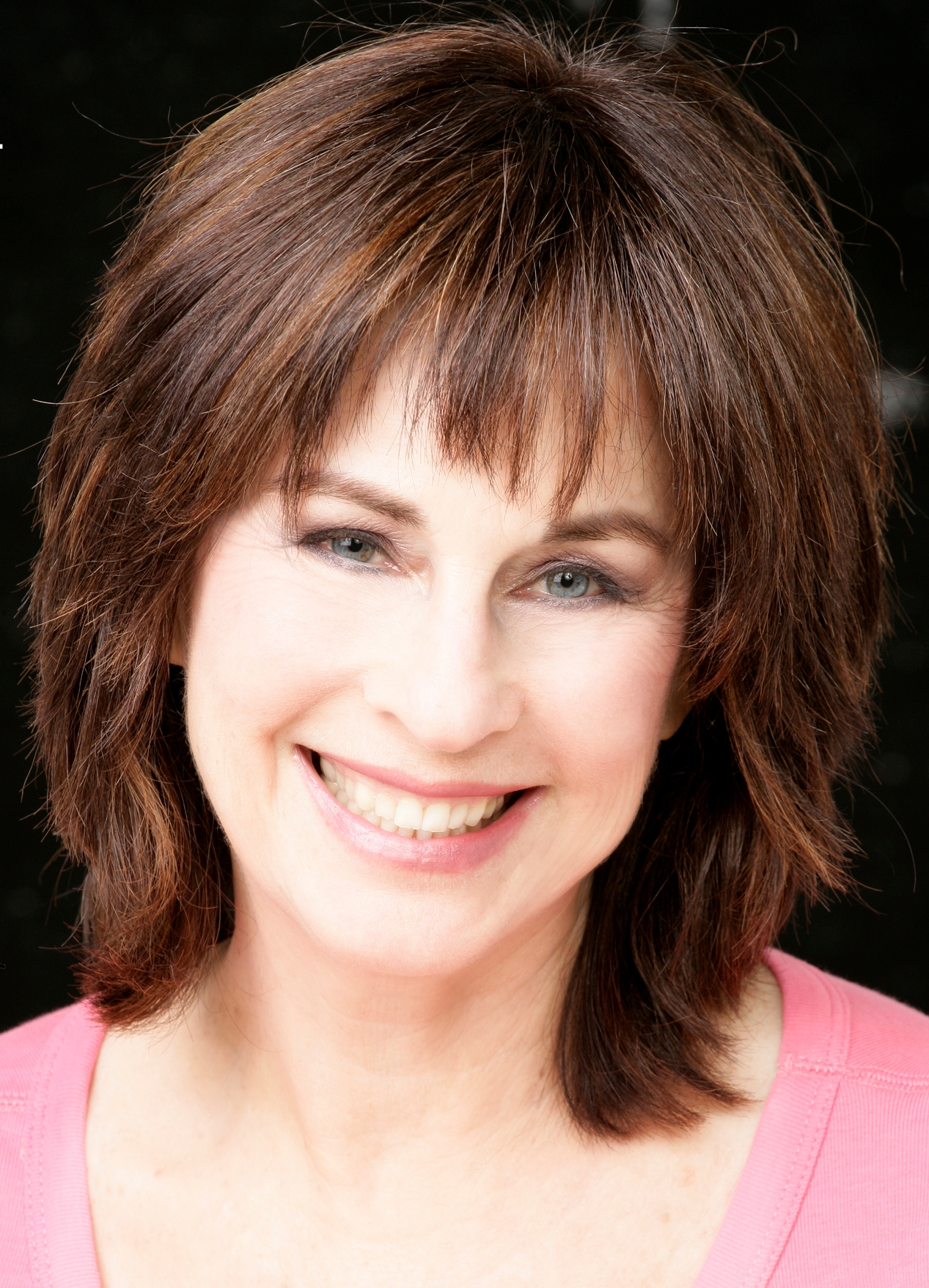
Nurit Hirsh, a única mulher a dirigir a orquestra de uma música vencedora.

| País   | Maestrinas       | Anos       |
| ------ | ---------------- | ---------- |
| Suécia | Monica Dominique | 1973       |
| Israel | Nurit Hirsh      | 1973, 1978 |
| Suíça  | Anita Kerr       | 1985       |